# Црква Светог Илије у Кумареву
Црква Светог Илије је православни храм смештен у селу Кумареву недалеко од Лесковца. Црква је освећена 2. августа 2018. године, на Светог Илију. Црква је изграђена на имању које је Милисав Миленковић, мештанин Кумарева, поклонио Црквеној општини Кумарево, као знак сећања на свог оца Илију кога су партизани стрељали 1941. године уочи Светог Николе изнад манастира Пресвете Богородице у Јашуњи. У Кумареву се, поред ове, налазе још две цркве посвећене Светој Петки, једна из средњег века и једна подигнута 1933. године.